# Саттаров, Муслим
Муслим Саттаров (узб. Muslim Sattarov; род. 12 ноября 1965, Ташкент) — узбекистанский фигурист, выступавший в танцах на льду. Участник зимних Олимпийских игр 1994 года.

## Биография
Муслим Саттаров родился 12 ноября 1965 года в Ташкенте.
В 1994 году вошёл в состав сборной Узбекистана на зимних Олимпийских играх в Лиллехаммере. В танцах на льду вместе с Динарой Нурдбаевой заняли последнее, 21-е место, набрав 42,0 балла и уступив 38,6 балла завоевавшим золото Оксане Грищук и Евгению Платову из России.
В том же году участвовал в чемпионате мира в Тибе. В танцах на льду вместе с Динарой Нурдбаевой заняли в обязательной программе 33-е место, опередив по сумме мест только Кристине Зайдель и Дункан Смит из Австралии и Фиону Кирк и Клинтона Кинга из ЮАР, и не попали в произвольную.